# 헤르만 에빙하우스
헤르만 에빙하우스(독일어: Hermann Ebbinghaus, 1850년 1월 24일~1909년 2월 26일)는 독일의 심리학자이다. 기억과 망각에 대한 실험 연구분야를 개척했으며 실험 심리학의 선구자라는 평가를 받는 학자들 중 한 명이다. 역사학, 언어학, 철학, 심리학을 연구하며 베를린대학, 브레슬라우대학, 할레대학 등에서 교수로 재임했다. 기계적 학습과 기억 측정의 실험방법을 개척한 그의 연구는 그때까지의 일반적인 견해와 달리 과학적 방법이 고등사고 과정의 연구에 적용될 수 있음을 보여주었다.
그는 기억에 관한 연구를 통해 망각곡선이 존재한다는 가설을 제시했으며, 기억력 증진을 위해서는 분산학습이 더 효율적이라는 간격효과를 발견해 1885년에 발표했다. 기억과 망각에 대한 연구를 시작하게 된 계기는 구스타프 페히너의 정신 물리학으로부터 영향을 받은 것이다. 에빙하우스의 연구는 훗날 기억, 학습 연구의 원형(原型)으로서 큰 기여를 하였으며 심리학이 철학으로부터 독립하여 과학적으로 연구가 가능한 하나의 학문으로 자리매김 하는데 일조하였다.
색시각 분야도 연구하여 1890년 물리학자 아르투르 쾨니히와 함께 정기간행물 <감각기관의 심리학과 생리학 저널>을 창간했다. 착시에 대한 연구를 통해 일부 착시현상(錯視, Optical illusion)을 발견하였는데, 이를 에빙하우스의 착시(The Ebbinghaus illusion)라고 소개되기도 하였다. 1897년 명성을 안겨준 저서 <심리학의 원리>(1902) 첫 부분을 발간했고, 1908년 <심리학 개요>(1908)를 썼다.

## 생애

### 어린 시절
에빙하우스는 프로이센 왕국의 라인 지방 바르멘에서 부유한 상인 카를 에빙하우스의 아들로 태어났다. 9년제 중등 교육기관인 김나지움(Gymnasium)에서 학업을 마친후, 1867년에 본 대학에서 역사학과 언어학을 공부했으며, 철학에 관심을 갖기 시작했다. 1870년 보불전쟁에 참전하면서 학업이 잠시 중단되었으나 복학후 1873년 8월 16일 23세의 나이로 철학 박사 학위를 받았다. 정신 물리학의 창시자로 일컬어지는 구스타프 페흐너가 저술한 "정신물리학의 요소"(Elementer Psychophysik)를 읽고 큰 자극을 받아 베를린 대학에서 심리학을 공부하였다.

### 연구와 활동
1879년부터 기억 실험을 시작하여 그 결과로 망각곡선 가설과 간격효과 등을 발견하고 이를 1885년에 "기억에 관하여"라는 책으로 출판하여 연구 결과를 알렸다. 같은해 베를린 대학의 교수가 되었고 그곳에 두개의 심리학 실험실을 설립하고 학술지도 창간했다. 1894년, 브레슬라우 대학교(현재 폴란드 브로츠와프)로 옮겨가서 연구소를 세우고 심리학 실험을 계속하였다. 할레 대학으로 이직한 후 강의를 하다가 59세의 나이에 폐렴으로 사망했다.

## 망각 연구

### 연구 과정
1879년, 만 29세 되는 해에 기억과 망각에 대한 연구를 시작하여 6년간 지속하였다. 그는 기억된 정보가 얼마나 오래 지속되는지, 망각을 일으키는 요인이 무엇인지에 대해서 연구했다. 망각이란 시간의 경과에 따라 자연스럽게 발생하는 현상임을 이미 인지하고 있었기에 그의 연구 대상은 시간 경과에 따른 망각의 정도(망각률)를 측정하는 것이었지 망각이라는 현상 그 자체는 아니었다.
이런 그의 실험연구에 있어서 당대에 학습 동기가 잘 갖추어진 적당한 피험자를 구하는 일이 어려웠으므로, 그는 스스로 피험자가 될 수 밖에 없었다. 또한 의미 있는 것이 더 잘 기억된다는 사실을 고려하여, 의미의 영향을 받지 않는 순수한 기억 흔적을 연구하고자 "WID"와 "ZOF"와 같이 자음 2개와 모음 1개로 이루어졌으나 의미가 없는 철자로 구성된 2,300개의 단어를 만든 후, 이것으로 된 목록을 만들었다.
그리고 극히 단순한 기계적인 암기학습을 실시한 후 시간이 경과됨에 따라 이 목록을 틀리지 않게 순서대로 기억해 내는 양을 검토했다. 그는 추가적인 암기학습을 실시하지 않은 상태에서 실시한 암기 테스트의 결과에 맞추어 그래프를 만들었고, 이것을 그는 '보유곡선'(retention curve)이라 명명했다. 그러나 현대들어 '망각곡선'(forgetting curve)이라 불리우며 널리 알려지게 되었다.

### 연구 결과
에빙하우스는 연구 결과로 만들어진 ‘망각곡선 가설’을 통하여, 망각의 양은 10분이 지나면서부터 발생하기 시작해서, 20분 내에 가장 급격히 발생하여 42%가 망각되며, 1시간이 지나면 56%, 하루가 지나면 67%, 한 달이 지나면 초기 학습 내용의 79%에 대해 망각현상이 발생한다고 주장했다.
망각 곡선에 관한 연구에서, 에빙하우스는 과잉 학습의 효과를 알아냈다. 해당 요소를 기억하는데 필요한 일보다 더 많은 일을 하는 경우 기본적으로 과잉 학습을 달성한 것이라고 볼 수 있었다. 반복 학습은 더 이상 정보를 잃지 않게 하는 것을 보장하고, 반복 학습된 요소의 망각 곡선은 안정적이었다. 또한 해당 요소의 어려운 정도 그리고 스트레스와 수면, 생리학적 요인 등 여러 가지 요인에 의해 좌우된다고 추정했다. 그는 기본적인 망각의 속도는 개인간의 약간의 차이가 있다는 가설을 세우고 이 차이는 연상 기호 표현 능력에 의해 설명될 수 있다고 결론지었다.
아울러, 기본 교육과 연상 기호 기술에 의해서 그 차이를 극복할 수 있다는 가설을 세웠고, 그는 이것을 기억력 증진의 유용한 방법이라고 주장하였다. 그의 전제는 다음 반복이 필요하기 전 학습의 각 반복(거의 완벽한 보존을 위해, 초기 반복은 수 일 내에 필요할 수도 있다, 하지만 수 년 후 나중에 할수도 있다)은 최적의 학습 간격을 증가시킨다는 것이다. 두가지 가설 외 후일의 연구에 의해서 원래의 확실한 학습의 망각은 느리게 진행된다는 가설도 제안되고 있다.
에빙하우스는 망각곡선을 토대로 최적의 반복학습 시기를 제시하기도 했다. 10분 후 반복하면 1일 동안 기억되고, 1일후 반복은 1주일 동안, 1주일 후 반복하면 1개월 동안, 1개월 후 반복하면 6개월 이상 기억된다는 것이다. 또한 정보 기억을 위해 최초로 기억을 만들 때 가능한 오랜 시간을 들여 관심을 갖고 이해를 통해 저장하는 것이 중요하다고 주장하였다.
그가 실험 연구를 통해서 입증한 사실은 여러가지가 있다. 첫째, 망각은 처음 9시간내에 가장 빠르게 일어난다. 둘째, 잊어버린 항목은 처음으로 배운 새로운 항목보다 더 빨리 다시 배울 수 있다. 셋째, 의미있는 것들은 무작위로 된 무의미한 것들보다 약 10배 더 오래 기억된다. 넷째, 더 오랜 시간간격으로 반복 학습된 것은 그 학습에 대해 더 오래 기억할 수 있게 한다. 다섯째, 하나의 배열에서 시작이나 끝으로 향한 항목들이 가장 쉽게 기억된다. 여섯째, 오랜시간을 사용해 암기한 자료는 더 오래 기억된다.
그는 실험 결과로 얻어진 망각에 대한 가설을 1885년에 'Über das Gedächtnis(기억에 관하여)' 라는 책으로 출판하였다. 후에 이 책은 영어로 번역되어 'Memory: A Contribution to Experimental Psychology' 라는 제목으로 출판되었다.

### 오해와 비판
에빙하우스가 연구결과로 제시한 망각곡선은 하나의 불완전한 가설인데도 불구하고 일종의 과학적인 법칙으로 오해를 하고 있다. 그의 연구는 과학성과 객관성이 크게 결여되어 있다. 연구에 사용된 자료는 무의미 한 것이었고, 피험자가 1명뿐인 자기자신이었으며, 단순히 기계적 학습만을 실시한 실험연구의 한계성이 있는 불완전한 것이었다. 따라서 의미있는 기억자료를 사용하거나 피험자별 능력의 차이나 암기기교, 의미부여, 시간적, 공간적 조건, 학습자의 생리, 심리, 사회적 조건 등 다양한 변수를 적용했다면 그 결과는 충분히 달라질 수 있으며, 실질적 이해를 기본으로 진행되는 유의미 학습환경에 그의 가설이나 그가 제시한 해결책을 무분별하게 적용하는 것은 무리가 있다는 비판이 제기되고 있다.
에빙하우스의 연구결과는 과학성이라는 관점에서 볼 때, 과학적인 법칙(Law)이 결코 아니며 한계성과 불완전성을 분명하게 내포하고 있는 가설(假說, hypothesizes)에 불과함으로 맹신하는 것은 적절치 않다는 사실이다. 에빙하우스가 제시한 망각 곡선에는 한계성이 있기 때문인데, 이는 한번 배운 자전거 타는 법은 평생 기억하는 절차기억 등이나 '911 테러' 같은 매우 충격적이어서 감정이 개입한 사건 기억 등에 대한 적용에는 불가하듯이 모든 학습이 아니라 기계적 학습과 같은 특수한 경우에만 나타나기 때문이다. 또한, 기억재료와 기타 조건에 따라서는 학습 직후보다도 어느 정도 시간이 지난 후에 기억, 재생이 더 뛰어나다는 과회상(過回想 reminiscence) 현상이 20세기 초에 밸러드(Ballard)에 의해 과학적으로 증명되면서 망각곡선 가설의 불완전성을 들어내기도 했다. 결국 보편화할 수 없음에도 불구하고 무리하게 적용할 경우에 성급한 일반화(hasty generalization)의 오류를 범할 수 밖에 없다.

### 영향과 의의
에빙하우스의 연구는 훗날 기억, 학습 연구의 원형(原型)으로서 큰 기여를 하였으며 심리학이 철학으로부터 독립하여 하나의 과학적인 학문으로 정립되는데도 공헌했다. 모든 학문이 철학에서 분화되어 나갔음에도 불구하고 19세기 후반까지 심리학은 철학의 한 분야로 취급되고 있었다. 마음(정신)은 물질이 아니기에 체계적이고 과학적으로 분석할 수 없다고 생각했기 때문이다. 고대로부터 오랜 시간동안 심리학에 대한 탐구는 이어져 왔으나 근대 이전에 마음이란 신체와 완전히 분리되어 있다고 여겼다. 마음을 영혼의 표현이라고 생각하던 분위기속에서 심리학을 직접 경험 학문이라고 보고 진행된 에빙하우스의 망각연구는 빌헬름 분트의 심리실험, 파블로프의 조건반사 연구 등과 더불어 심리학이 철학으로부터 독립하여 과학적으로 연구가 가능한 하나의 학문으로 자리매김 하는데 일조하였다.

## 연구 경력
에빙하우스(Ebbinghaus)의 기억에 대한 연구는 다음과 같은 특징들을 갖는다. 인간의 기억에 관한 최초의 엄격한 실험적 연구를 진행하였다. 의미의 영향을 받지 않는 순수한 기억 흔적 연구를 하였다. 2000개 이상의 무의미 철자 등을 생성하였다. 학습-검사-재 학습의 원리를 파악하였다. 절약 점수를 제안하였다.
절약 점수 = (학습에 소요된 시간 - 재 학습에 소요된 시간)/학습에 소요된 시간 * 100
과잉 학습의 효과에 대해서 설명하였다.

## 문장 완성 검사
헤르만 에빙하우스는 일반적으로 1897년에 첫 번째 문장 완성 테스트(SCT)를 개발한 것으로 알려져 있다.

## 같이 보기
- 망각 곡선
- 간격 효과
- 에빙하우스 착시
- TAT